# Akabori Shirō

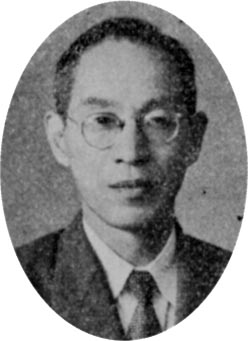
Akabori Shirō

Akabori Shirō (japanisch 赤堀 四郎; * 20. Oktober 1900 in Chihama, Landkreis Ogasa (heute Kakegawa), Präfektur Shizuoka; † 3. November 1992), auch Akahori Shirō, war ein japanischer Chemiker und Hochschullehrer.

## Leben
Nach dem Abschluss der Allgemeinschule begann er 1918 eine Ausbildung zum Pharmazeuten an der Medizinfachschule Chiba (heute Universität Chiba). Nach seinem Abschluss 1921 trat er in das Pharmaunternehmen Momotani Juntenkan ein. Das Unternehmen stellte ihn als Assistenten für den Chemiker Nishizawa Yūshichi von der Kaiserlichen Universität Tokio ab, wo er die Grundrisse der Chemie bei Ikeda Kikunae hörte. Im Sommer desselben Jahres folgte er Nishizawa für einen Kurzaufenthalt an das Mekka der japanischen organischen Chemie unter Majima Rikō an die Kaiserliche Universität Tōhoku, wo er dann dank eines Stipendiums des Unternehmens Ajinomoto ein Studium in diesem Forschungsbereich beginnen konnte, welches er 1925 abschloss. Ab 1930 hielt er Vorlesungen unter Majima und erlangte 1931 den Doktorgrad.
Von 1932 bis 1935 ging er zu weitergehenden Studien nach Deutschland und in die USA. Nach seiner Rückkehr wurde Akabori Assistenzprofessor an der Universität Osaka, 1939 ordentlicher Professor, 1947 Dekan der Naturwissenschaftlichen Fakultät, 1949 Dekan der neuen Fakultät für Liberal Arts und ab 1953 zusätzlich wiederum Dekan der Naturwissenschaftlichen Fakultät, sowie Professor am neugegründeten „Institut für angewandte Mikrobiologie“ (応用微生物研究所, „Ōyō Biseibutsu Kenkyūjo“, heute: „Institut für Molekular- und Zellbiologie“, engl. „Institute of Molecular and Cellular Biosciences“) der Universität Tokio. Ab 1958 war er Direktor des „Eiweiß-Instituts“ (蛋白質研究所, „Tanpakushitsu Kenkyūjo“) an der Universität Osaka. 1960 wurde Akabori Rektor der Universität für zwei Amtszeiten; 1966 wurde er emeritiert. Akabori war seit 1966 Mitglied der Akademie der Naturforscher Leopoldina.
1967 folgte er einem Ruf nach Tokyo und wurde Präsident des Instituts für physikalische und chemische Forschungen.

## Werk
Die Chemie der Aminosäuren und Eiweiße sowie die Biochemie der Oxidationsprozesse  waren die Hauptforschungsgebiete von Akabori. So entwickelte er 1931 eine Methode zur Reduktion von α-Aminosäuren zu α-Aminoaldehyden (Akabori-Reduktion) und 1943 eine Synthese von Aminoalkoholen (Akabori-Synthese). Im Jahre 1952 berichtete er über eine Methode zur Bestimmung C-terminaler Aminosäuren in Eiweißen durch Umsetzung mit Hydrazin. Dabei wandeln sich alle Aminosäuren (außer der C-terminalen) in Hydrazide um.

## Auszeichnungen
1955 erhielt Akabori den Preis der Japanischen Akademie der Wissenschaften. 1965 wurde er als Person mit besonderen kulturellen Verdiensten ausgezeichnet und im selben Jahr darüber hinaus mit dem kaiserlichen Kulturorden. Ein Jahr später wurde er Ehrenbürger seiner Heimatstadt. 1975 erhielt Akabori den Orden des Heiligen Schatzes 1. Klasse. Ein Preis der Japanese Peptide Society ist nach ihm benannt.